# Qaxtut
Qaxtut è un comune dell'Azerbaigian situato nel distretto di Goranboy. Conta una popolazione di 7 abitanti.